# Потсдамские великаны
6-й старый прусский пехотный полк (нем. Altpreußisches Infanterieregiment No. 6) — прусский пехотный полк № 6, состоявший из солдат выше среднего роста. Полк был основан в 1675 году и расформирован в 1806 году, после поражения Пруссии в войне с Францией. Во время правления прусского короля Фридриха Вильгельма I (1688—1740) вооружённое формирование было известно под названием «потсдамские великаны» (нем. Potsdamer Riesengarde). Местное население прозвало их «рослыми парнями» (нем. Lange Kerls).

## История
Полк был основан объединением двух батальонов в 1675 году как «полк Курпринца» под командованием принца Фридриха Бранденбургского, ставшего затем прусским королём под именем Фридриха I. В 1688 году командиром полка стал будущий прусский король Фридрих Вильгельм I. Взойдя на трон в 1713 году, он продолжил укреплять вооружённые силы королевства, приняв на службу в армию 40 000 наёмников. При нём в полк (который получил название «полк Его Королевского Величества») стали набирать солдат выше среднего роста, ежегодно вербуя несколько сотен новобранцев.
По мере увеличения числа высоких солдат полк получил прозвище «Потсдамские великаны». Минимальный рост солдат полка составлял 1 метр 88 сантиметров, в то время как рост самого Фридриха Вильгельма I составлял около 1 метра 60 сантиметров. Самые высокие солдаты были в 1-м, или Красном, гренадерском лейб-батальоне этого полка (Roten Leib-Bataillon Grenadiers).
Король формировал свой полк не только из своих подданных, но вербовал их из армий других стран. В знак дружественных отношений ему посылали высоких солдат императоры Австрии и России и даже султан Османской империи. Российский царь Пётр I, заинтересованный в союзе с Пруссией, начиная с 1715 года неоднократно дарил «больших мужиков» Фридриху Вильгельму I. Из 248 подаренных (с 1714 по 1724 годы) и 152 отданных в услужение (с 1712 по 1722 годы) около 100 человек попали в «великанскую гвардию», а остальные служили в прусских армейских полках, преимущественно пехотных. Их дарили партиями от 10 до 80 человек приблизительно каждые два года. 80 русских солдат подарила Пруссии и императрица Анна Иоанновна в ответ на подарок Фридриха Вильгельма в виде пяти янтарных «досочек», на которых «пять чувств мозаической работой были изображены». Только Елизавета Петровна, вняв многочисленным жалобам и прошениям родственников отправленных в Пруссию солдат, потребовала вернуть их в Россию. По данным на 1746 г. в Пруссии находились свыше 80 «русских великанов», не считая их жён и детей.
Некоторые источники утверждают, что причина создания полка «высоких парней» носила стратегический характер, потому что заряжать дульнозарядное ружьё было легче тем, кто имел высокий рост. По сведениям из других источников, наоборот, многие из солдат полка были непригодны для военной службы из-за своего гигантизма. Одним из самых высоких солдат полка был ирландец Джеймс Киркленд, чей рост составлял 2 метра 17 сантиметров. Другим известным гигантом полка был финн Даниэль Каджанус.
Плата за службу была высокой, но не все новобранцы были довольны, особенно если их принудительно завербовали; некоторые пытались дезертировать или кончали жизнь самоубийством.
Король каждый год проводил манёвры со своим полком. Он заказывал художникам портреты «высоких парней». Демонстрировал их иностранным гостям и сановникам, чтобы произвести на тех впечатление. Время от времени пытался подбодрить себя, приказывая солдатам маршировать перед ним, даже если находился больным в своей постели. Во время этой процессии впереди полка вели их талисман — медведя. Однажды король сказал французскому послу: «Самая красивая девушка или женщина в мире для меня безразличны, но высокие солдаты — это моя слабость». Их мундир не был особенным и состоял из красной шапки-митры, прусской синей куртки с золотой подкладкой, алых бриджей и белых гетр.
Король также женил своих «высоких парней» на высоких девушках, чтобы у них родились высокие дети.
Когда король умер в 1740 году, полк состоял из 3200 человек. Однако его преемник Фридрих II Великий не разделял чувств своего отца к «высоким парням», и содержание полка казалось ему лишней тратой средств. Полк был в основном расформирован, и большинство его солдат были интегрированы в другие подразделения. Сам полк был понижен до батальона и в 1745 году во время войны за австрийское наследство участвовал в битве при Гогенфридберге, а также в сражениях при Россбахе, Лейтене, Хохкирхе, Лигнице и Торгау во время Семилетней войны. Батальон сдался императору Наполеону I у Эрфурта и Пренцлау после поражения Пруссии в битве при Йене-Ауэрштедте в 1806 году и был расформирован.
С 1990 года в Потсдаме действует частное общество, которое пытается сохранять память о «высоких парнях». Используя оригинальную униформу и копии вооружения полка, ассоциация проводит публичные и частные выступления и пытается достичь максимально возможной степени аутентичности с помощью биваков, ревю и упражнений.